# Кукліця
Кукліця (хорв. Kukljica) — населений пункт і громада в Задарській жупанії Хорватії.

## Населення
Населення громади за даними перепису 2011 року становило 714 осіб.
Динаміка чисельності населення громади:

## Клімат
Середня річна температура становить 15,60 °C, середня максимальна – 26,43 °C, а середня мінімальна – 4,58 °C. Середня річна кількість опадів – 828 мм.
| Клімат поселення                              | Клімат поселення | Клімат поселення | Клімат поселення | Клімат поселення | Клімат поселення | Клімат поселення | Клімат поселення | Клімат поселення | Клімат поселення | Клімат поселення | Клімат поселення | Клімат поселення | Клімат поселення |
| Показник                                      | Січ.             | Лют.             | Бер.             | Квіт.            | Трав.            | Черв.            | Лип.             | Серп.            | Вер.             | Жовт.            | Лист.            | Груд.            |                  |
| Середній максимум, °C                         | 12,30            | 12,27            | 13,40            | 16,62            | 21,53            | 25,74            | 26,43            | 26,22            | 22,04            | 19,10            | 15,10            | 11,82            |                  |
| Середня температура, °C                       | 8,44             | 8,43             | 9,58             | 12,78            | 17,69            | 21,92            | 24,38            | 24,16            | 19,99            | 17,06            | 13,06            | 9,76             |                  |
| Середній мінімум, °C                          | 4,60             | 4,58             | 5,72             | 8,96             | 13,84            | 18,09            | 22,34            | 22,09            | 17,94            | 15,00            | 11,00            | 7,72             |                  |
| Норма опадів, мм                              | 71               | 59               | 63               | 68               | 62               | 50               | 29               | 48               | 93               | 100              | 97               | 88               |                  |
| Середньомісячна швидкість вітру, м/с          | 2.94             | 3.10             | 3.23             | 3.10             | 2.70             | 2.50             | 2.50             | 2.40             | 2.60             | 2.73             | 3.38             | 3.21             |                  |
| Середньомісячна сонячна радіація, кДж/м²·день | 5070             | 7826             | 11537            | 16398            | 20684            | 23073            | 24684            | 21274            | 15738            | 10062            | 5512             | 4343             |                  |
| --------------------------------------------- | ---------------- | ---------------- | ---------------- | ---------------- | ---------------- | ---------------- | ---------------- | ---------------- | ---------------- | ---------------- | ---------------- | ---------------- | ---------------- |
| Джерело:                                      |                  |                  |                  |                  |                  |                  |                  |                  |                  |                  |                  |                  |                  |